# 間切
間切（まぎり、沖縄語: マジリ）は、沖縄及び奄美群島における、琉球王国時代および明治時代の沖縄県の行政区分のひとつ。近世には間切は行政区画であるとともにそれ自体が直接納税義務者でもあった。

## 歴史

### 中世
沖縄本島を国頭、中頭、島尻に三分する体制は14～15世紀の三山時代に由来する。ただし、三山時代の地勢図は発見されておらず、領域の区分は考古学・歴史学上の考察に基づいている。
第二尚氏第3代の尚真王の時代には、中央集権が強化されるとともに、首里や那覇を除く地方に間切とシマの制度が成立した。この「シマ」は中世以前のグスク時代に成立した共同体を一つまたは複数で束ねて行政単位としたもので、その後、近世には村（ムラ）となった。

### 近世
琉球侵攻により薩摩藩への貢納のため琉球にも石高制が導入され、検地、名寄の各台帳や郷村の一覧、『琉球國絵図』（りゅうきゅう くにえず）などが整備された。これにより古地名の地政的位置が初めて明瞭となったのである。例えば江戸幕府の命で琉球を含む日本全国で「国絵図」が作成され、『元禄国絵図琉球国沖縄島』（1696年（元禄9年））も現存している。
近世の間切には、間切を領する按司（あじ）地頭と総地頭（親方地頭）がおり、これらを総称して両総地頭という。按司地頭と親方地頭は同一間切に重複して発令された。また、これとは別に村を領する脇地頭も任じられていた。脇地頭の領地と按司地頭と親方地頭の領地は村として重複しており領地併給となっていた。
なお、奄美群島では、薩摩が支配下に置いた後も間切制を続け、増減も行っている。

### 近代
1879年（明治12年）の沖縄県設置後も、1898年（明治31年）に公布された間切島規程により首里や那覇を除く地方で自治制度（沖縄県間切島制）として残り、1899年（明治32年）の沖縄県間切島吏員規定で番所は役場、間切役人は間切長・書記などと改称された。
しかし、1907年（明治40年）の勅令第46号沖縄県及島嶼町村制が示され、翌1908年に間切は廃止された。これにより従来の間切は村（ソン）に、村（ムラ）は字（アザ）に移行した。

## 間切一覧

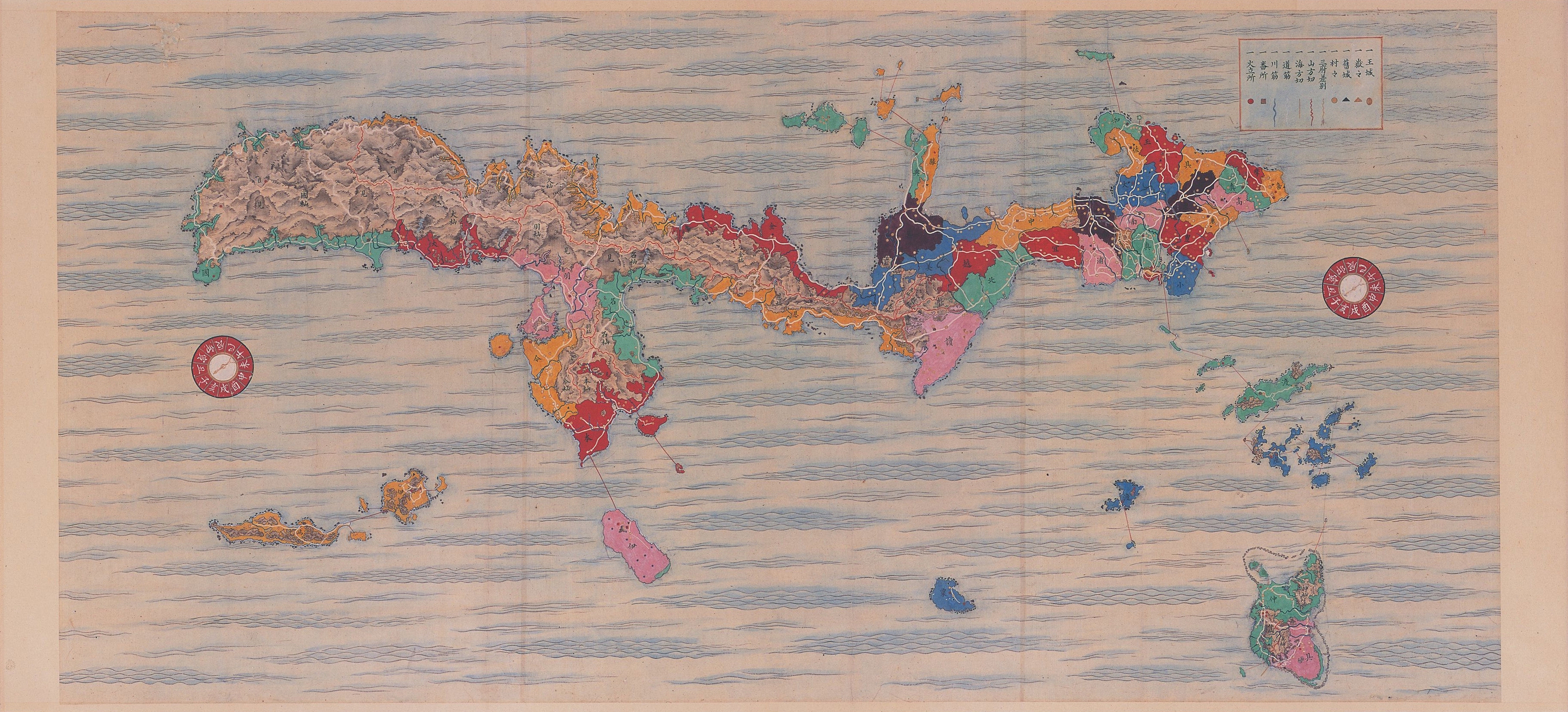
「琉球国之図」（重要文化財、沖縄県立図書館所蔵）
凡例：郡別に色分け。
黒丸＝一里塚。街道を挟む形で描かれている。
楕円形の枠＝中に村名と石高を記す。
白四角＝城下町。地名と城主の名前を記す。

以下に、三山時代からの間切とその後の新設間切（美里、久志、本部、宜野湾、小禄、恩納、大宜味、与那城の各間切）を記す。

### 国頭方
- 沖縄本島北部と周辺島嶼
  - 国頭間切（現：国頭村）
  - 大宜味間切（現：大宜味村、1673年新設）
  - 伊平屋間切（現：伊平屋村、伊是名村）
  - 伊江島（現：伊江村）
  - 羽地間切（現：名護市（羽地地区、屋我地地区））
  - 今帰仁間切（現：今帰仁村）
  - 本部間切（現：本部町、1666年新設）
  - 名護間切（現：名護市（羽地・屋我地の両地区除く））
  - 久志間切（現：東村と名護市の一部、1673年新設）
  - 金武間切（現：金武町、宜野座村、）
- 奄美群島南部
  - 沖永良部島→薩摩藩直轄地
    - 永良部間切（現：鹿児島県大島郡知名町、和泊町）

  - 与論島→薩摩藩直轄地
    - 与論間切（現：鹿児島県大島郡与論町）

### 中頭方
- 沖縄本島中部と周辺島嶼
  - 恩納間切（現：恩納村、1673年新設）
  - 読谷山間切（現：読谷村）
  - 越来間切（現：沖縄市）
  - 美里間切（現：沖縄市、うるま市（石川地区）1666年新設）
  - 具志川間切（現：うるま市（具志川地区））
  - 勝連間切（現：うるま市（勝連地区））
  - 与那城間切（現：うるま市（与那城地区）、1676年新設）
  - 北谷間切（現：北谷町、嘉手納町、沖縄市の一部）
  - 中城間切（現：中城村、北中城村、うるま市（津堅島））
  - 宜野湾間切（現：宜野湾市、1671年新設）
  - 浦添間切（現：浦添市）
  - 仲里間切（現：久米島町（仲里地区））
  - 上江州間切（現：久米島町（具志川地区））

### 島尻方
- 沖縄本島南部と周辺島嶼
  - 豊見城間切（現：豊見城市）
  - 小禄間切（現：那覇市（小禄地区）、1672年新設）
  - 島尻大里間切（現：糸満市（喜屋武地区、摩文仁地区除く））
  - 喜屋武間切（現：糸満市（喜屋武地区））
  - 摩文仁間切（現：糸満市（摩文仁地区））
  - 東風平間切（現：八重瀬町（東風平地区））
  - 具志頭間切（現：八重瀬町（具志頭地区））
  - 島添大里間切（現：南城市（大里地区）、与那原町）
  - 佐敷間切（現：南城市（佐敷地区））
  - 知念間切（現：南城市（知念地区））
  - 玉城間切（現：南城市（玉城地区））

### 両先島地域
- 宮古
  - 平良間切（現：宮古島市平良）
  - 下地間切（現：宮古島市下地、上野地区）
  - 砂川間切（現：宮古島市城辺地区）
- 八重山
  - 大浜間切（石垣島中部、西表島西部、波照間島）
  - 宮良間切（石垣島東部、西表島北東部、波照間島、小浜島、鳩間島）
  - 石垣間切（石垣島西部、西表島南東部、竹富島、黒島、新城島）

### 奄美群島北部
- 奄美大島→薩摩藩直轄地
  - 笠利間切（現：鹿児島県奄美市笠利町、大島郡龍郷町の一部）
  - 名瀬間切（現：鹿児島県奄美市名瀬、大島郡龍郷町（東シナ海側））
  - 古見間切（現：鹿児島県奄美市名瀬、大島郡龍郷町（太平洋側））
  - 焼内間切（屋喜内間切とも、現：鹿児島県大島郡大和村、宇検村）
  - 住用間切（現：鹿児島県奄美市住用町）
  - 西間切（現：鹿児島県大島郡瀬戸内町（西方地区、実久地区））
  - 東間切（現：鹿児島県大島郡瀬戸内町（古仁屋地区、鎮西地区））
- 喜界島→薩摩藩直轄地
  - 志戸桶間切（現：鹿児島県大島郡喜界町志戸桶周辺）
  - 東間切（現：鹿児島県大島郡喜界町早町周辺）
  - 伊砂間切（現：鹿児島県大島郡喜界町伊砂周辺、1693年新設）
  - 西目間切（現：鹿児島県大島郡喜界町西目周辺）
  - 湾間切（現：鹿児島県大島郡喜界町湾周辺）
  - 荒木間切（現：鹿児島県大島郡喜界町荒木周辺）
- 徳之島→薩摩藩直轄地
  - 東間切（現：鹿児島県大島郡徳之島町）
  - 面縄間切（現：鹿児島県大島郡伊仙町）
  - 西目間切（現：鹿児島県大島郡天城町、徳之島町の一部）